# Uenze
Uenze ist ein bewohnter Gemeindeteil der Gemeinde Plattenburg im Landkreis Prignitz in Brandenburg.

## Geografische Lage
Der Gemeindeteil liegt im äußersten Nordwesten der Gemeinde und grenzt im Norden und Westen an die Stadt Perleberg. Nordöstlich befindet sich an der Bundesstraße 5 der Wohnplatz Kleinower Ziegelei, südöstlich der weitere Gemeindeteil Ponitz. Die südwestlichen Flächen gehören zum Perleberger Stadtforst; die übrigen Flächen werden vorzugsweise landwirtschaftlich genutzt. Sie werden durch den Graben II/87 und den Graben II/89  in den Ponitzer Wiesengraben entwässert, der wiederum in den Jeetzbach mündet. Die Wohnbebauung liegt auf einer Höhe von rund 34 m ü. NHN Metern und fällt nach Südwesten hinauf unter 30 Meter ab.

## Geschichte

### 13. bis 16. Jahrhundert

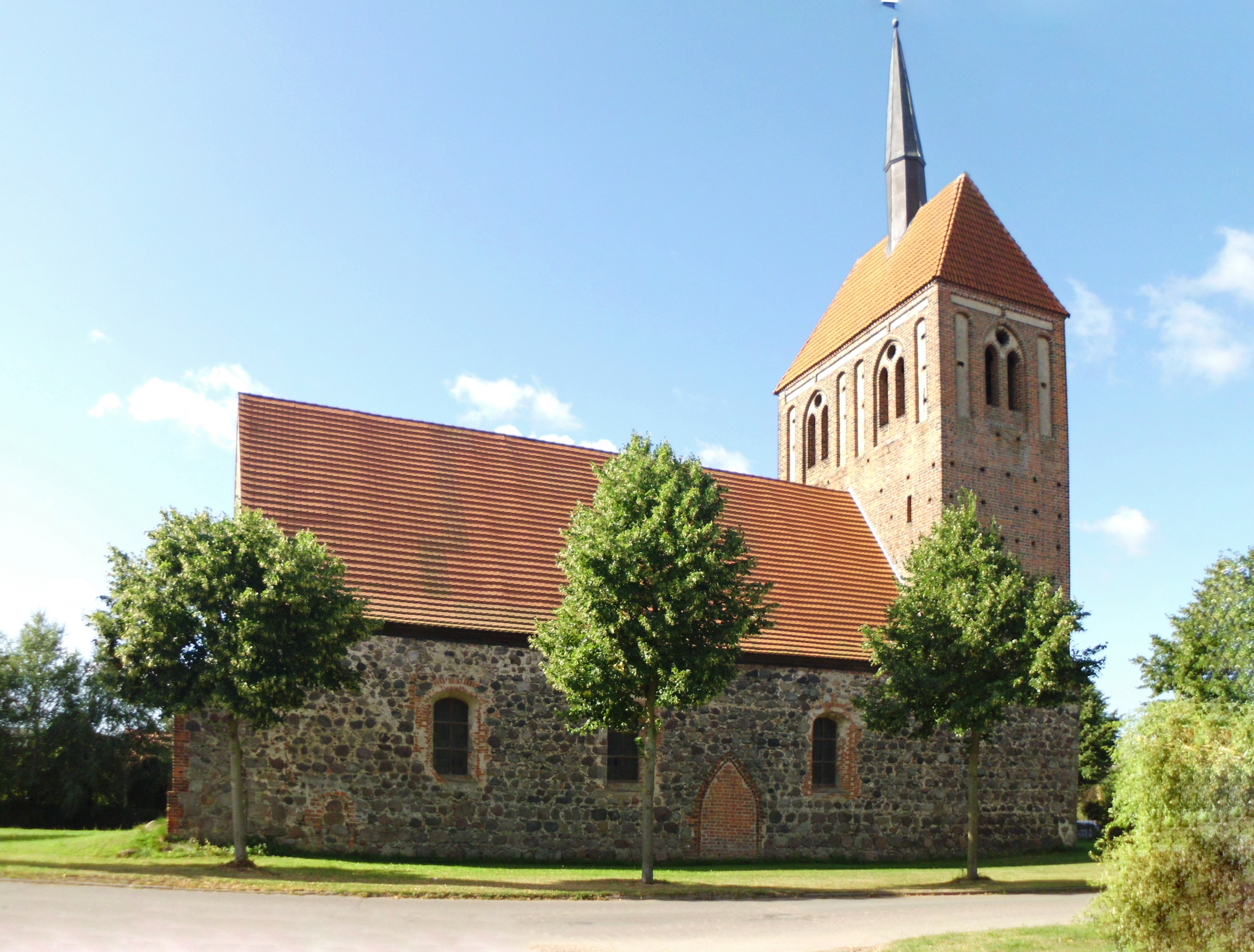
Dorfkirche Uenze

Das Dorf wurde im Jahr 1349 erstmals urkundlich erwähnt und war vor 1349 bis 1798 im Besitz der von Wartenberg zu Uenze und Luggendorf. Sie verkauften im Jahr 1359 die Hebungen von zwei Hufen, die zu zwei Höfen gehörten sowie einen Kossäten für eine Altarstiftung an den Perleberger Bürger Buls. Im späten 13. Jahrhundert entstand die Dorfkirche, die 1492 um einen Kirchturm erweitert wurde. Die von Wartenberg besaßen einen Wohnsitz (Rittergut), der in den Jahren 1403 und 1475 nachweislich existierte sowie die Rechte an elf Höfen (Leibgedinge von 1544). Die Gebrüder Joachim und Dietrich von Wartenberg verpfändeten am 24. Juni 1506 einen Hof in Uenze an den Kaland aus Perleberg. Am 2. Februar 1511 kam ein weiterer Hof hinzu. Im Jahr 1593 erwarben sie den Besitz der von Wartenberg zu Guhlsdorf. Damit erweiterten sie ihren Besitz auf drei Teile der Gerichtsbarkeit, das Kirchenpatronat sowie elf Höfe (1599) und einen Rittersitz (1608). Das Gut Uenze mit Zubehör gelangte im Jahr 1673 wiederverkaufsweise an die von Möllendorf, die es bereits 1676 an die Familie Kreynow verkauften und im Jahr 1694 durch Wiederverkaufsverlängerung um 20 Jahre zurückerwarben. Die Straßengerichtsbarkeit, den Schulzen, drei Bauern und sechs Kossäten besaßen im Jahr 1711 die von Wartenberg aus Luggendorf. Das Möllendorfsche Gut mit Zubehör wurde von den von Wartenberg zwei Jahre später wieder in den Besitz genommen. Es umfasste im Jahr 1745 das Gut, 15 Bauern, acht Kossäten und 6 Kötter. Für eine kurze Zeit von 1798 bis 1805 übernahmen die von Brösigke den Besitz; im Jahr 1805 waren es die von Saldern zu Wilsnack, vor 1817 bis nach 1828 die von Oppel und im Jahr 1837 der Gutsbesitzer Röhr. Anschließend wechselten die Besitzer erneut: Im Jahr 1843 war es die Familie Gysendörfer, 1856 die Familie Meßner und 1877 die Familie Müller. Zehn weitere Anteile befanden sich im Streubesitz, die erst nach und nach an die Familie von Wartenburg verkauft wurden. Ein zweiter Anteil war vor 1438 bis 1872 im Besitz der Herrschaft Kletzke. In dieser Zeit kam es in den Jahren 1438/1440 zum Streit um die Besitzanteile der von Düpow (siehe 8. Anteil). Er umfasste um 16. Jahrhundert einen Hufner, zwei Kossäten und die Afterlehen (1560, 1688) bzw. war im Besitz der von Kameke mit dem halben Gut Kletzke über zwei Bauern, ein Kossät und die Zaungerechtigkeit in Uenze (1707). Vor 1536 bis 1720 besaß das Gut Krampfer 1⁄16 des Dorfes (1590) bzw. einen Hufner und einen Kossäten (1969). Der Anteil gelangte von 1720 bis nach 1840 in den Besitz des Gutes Ponitz und bestand zu dieser Zeit aus drei Bauern (1720) bzw. einen Bauern (1745). Die von Wartenberg zu Groß Pankow bzw. seit 1554 zu Guhlsdorf besaßen vor 1536 bis 1593 vier Höfe bzw. sechs Bauern einschließlich Krüger und Kossät (1554), bevor sie ihn 1593 an die von Wartenberg verkauften. Ein sechster Anteil war vor 1745 bis 1764 im Besitz der Familie von Knöthling (Kneitling) bzw. der Freiin von Stosch (eine geborene von Kneitling) und bestand aus einem Bauerngut (1745). Sie verkauften es 1764 an den Bauern Samuel Böhl, der das gesamte Gehöft „zu vollem Eigentum“ nebst Zaungerichtsbarkeit erwarb. In den Jahren 1764, 1827 und 1840 erschien ein Freisasse Böhl als Eigentümer. Ein siebter Anteil war von 1349 bis nach 1600 dem Altar der Pfarrkirche in Perleberg zugewiesen worden. Es handelte sich um die Hebungen aus zwei Hufen, die zu zwei Höfen gehörten; hinzu kam ein Kossät. Der Anteil wurde 1359 von einem Bauern in Uenze zugunsten des Vikars in Perleberg genutzt und war noch 1600 in geistlichem Besitz der Stadt Perleberg. Ein achter Anteil war vor 1422 bis 1438 im Besitz der Familie Düpow; zunächst des Arnd Düpow, anschließend bis 1438 bei Heinrich und Jorge Düpow. Es handelte sich vermutlich um ein Afterlehen der Herren von Putzlitz und war nach deren Tod zwischen den von Karstedts und den von Quitzow umstritten. Die Witwe der von Karstedt erhielt die Hälfte des Anteils in den Jahren 1438/1440 als Leibgedinge. Im Jahr 1424 waren die von Kruge mit Hebungen belehnt. Den zehnten Anteil besaßen im Jahr 1427/1460 von die Kehrberg aus Neuenkirchen. Der elfte Anteil war im Jahr 1441 im Pfandbesitz der von Grabow. In dieser Zeit wurde Uenze 1407 als Pfarrdorf und 1403 als Wohnhof der von Wartenberg erwähnt (ebenso 1420, 1460, 1525). Die Dorfkirche entstand vermutlich Anfang des 14. Jahrhunderts. Das Pfarrhaus erhielt im Jahr 1542 den Kornzehnten des ganzen Dorfes und ein Wispel von einem Bauernhof. Das Küsterhaus war verfallen, sollte aber wieder aufgebaut werden. Der Küster selbst erhielt 28 Scheffel Roggen von den Bauern und besaß eine Wiese zu zwei Fuder Heu. Im Jahr 1576 lebten im Dorf 24 Hufner und 17 Kossäten. Die Bezeichnung des Dorfes änderte sich von Tincze im Jahr 1441 zu Tuncz im Jahr 1475 und Uentze im Jahr 1540.

### 17. Jahrhundert
Im Jahr 1608 gab es im Dorf den Rittersitz der von Wartenberg. Im Jahr 1652 lebten in Uenze sieben Hufner, zwölf Kossäten und vier Halbkossäten; in Summe 25 Personen. Nach dem Dreißigjährigen Krieg lagen zahlreiche Höfe wüst: Von den 21 Zweihufnern lagen vier wüst. Es gab zwei Halbhufner mit je einer Hufe; von den neun Kossätengütern lagen zwei wüst (1686). Es gab acht Kötter ohne Land, einschließlich des Schmiedes, von denen drei unbesetzt waren. Der Schneider lebte in einem Kötterhof. Es gab außerdem einen Kuhhirten und einen Schäfer, der die Schweine mit hütete. Die Gemarkung war insgesamt 44 Hufen groß, darauf wurden 32 Wispel ½ Scheffel Aussaat ausgebracht.

### 18. Jahrhundert
Im Jahr 1719 lebten im Dorf 21 Hufner, zwei Kossäten, 18 Kötter und drei Paar Einlieger. Es gab außerdem einen Kostknecht und einen Hirten ohne Vieh. Die Sozialstruktur sah im Jahr 1734 wie folgt aus: 21 Bauern, zwei Kossäten, 29 Häuslinge, zwei Schneider, zwei Schäfer und drei Hirten. Die Dienste des Küsters in Kleinau wurden 1740 mit denen in Uenze getrennt. Das Dorf mit Rittersitz wurde im Jahr 1745 erneut erwähnt; zu dieser Zeit lebten 23 Bauern, neun Kossäten und sechs Kötter im Dorf. Auf den 44 Hufen lebten im Jahr 1760 insgesamt 21 Hufner, zwei Kossäten, 19 Kötter, ein Kostknecht, ein Dorfschäfer, ein Kuhhirt und drei Paar Einlieger. Im Jahr 1791 gab es 63 Feuerstellen (= Haushalte), die von 13 Bauern, zwei Halbbauern, acht Kossäten, sechs Büdnern, 19 Hausleuten, einem Verwalter und einem Pfarrer betrieben wurden.

### 19. Jahrhundert
Im Jahr 1801 lebten in Uenze insgesamt 20 Ganzbauern, zwei Halbbauern, acht Kossäten, neun Büdner und 19 Einlieger, die 44 Hufen bewirtschafteten und nach wie vor 63 Feuerstellen betrieben. Der Pächter war ein Herr Pohlmann. In einer Statistik aus dem Jahr 1819 wurden 21 Hufner, zwei Kossäten, 18 Kötter, ein Kostknecht, ein Dorfschäfer, ein Kuhhirt, ein Dorfschmied und sechs Paar Einlieger aufgeführt. Uenze bestand im Jahr 1846 aus 103 Wohnhäusern. Das Dorf bestand im Jahr 1860 aus fünf öffentlichen, 99 Wohn- und 75 Wirtschaftsgebäuden (darunter eine Getreidemühle). Das Rittergut bestand aus sieben Wohn- und sechs Wirtschaftsgebäuden.

### 20. Jahrhundert
Zur Jahrhundertwende standen im Dorf 95, im Rittergut fünf Häuser. In Uenze lebten 16 Bauern, sieben Halbbauern, ein Sechstelbauer, drei Kossäten, vier Kötter, drei Landwirte, zwei Eigentümer, ein Gastwirt, ein Schmied, ein Schneider, ein Stellmacher, ein Tapezierer, ein Tischler, ein Arbeiter, ein Pastor, ein Lehrer und vier Altsitzer (1907). In einer weiteren Statistik aus dem Jahr 1931 wurde nur noch von 80 Wohnhäusern berichtet. Der Bauer Fritz Blink stellte 1928 den Antrag, den Jeetzebach aufzustauen, um damit einen Fischteich zu speisen. Fritz Dierbach übernahm in den 1930er-Jahren das Gutshaus von Hans Kofahl. Er erhielt ein Darlehen zum Bau von vier Werkwohnungen. Im Jahr 1939 gab es zwei land- und forstwirtschaftliche Betriebe, die mehr als 100 Hektar (ha) groß waren. Zehn Betriebe waren zwischen 10 und 20 ha, acht zwischen 5 und 10 ha, und 14 zwischen 0,5 und 5 ha groß. 59 Personen arbeiteten in Industrie und Handwerk, neun in Handel und Verkehr. Das Gut wurde durch die Landgesellschaft Eigene Scholle mbH aus Frankfurt/Oder aufgesiedelt.
Nach dem Zweiten Weltkrieg wurden im Rahmen der Bodenreform 723,18 ha enteignet. Davon erhielt ein Neubauer 0,29 ha. Zehn Personen erhielten insgesamt 24,10 ha, 47 Personen insgesamt 429,37 ha, 15 Personen insgesamt 173,30 ha sowie sechs Altbauern insgesamt 25,25 ha. Die restliche Fläche ging an die Gemeinde, die Vereinigung der gegenseitigen Bauernhilfe (VdgB) und die Landesforstverwaltung. Im Jahr 1952 gründete sich eine LPG TYP I Freiheit mit 10 Mitgliedern und 27,94 ha Fläche, die um 1956 mit der LPG Einigzeit in Ponitz vereinigt wurde. Im Jahr 1960 bestanden die zwei LPGs Typ I Eichhorst und Wiesengrund mit 68 Mitgliedern und 496,89 ha Fläche sowie die LPG Typ III Freiheit mit 117 Mitgliedern und 664,33 ha Fläche. Sieben Jahre später schloss sich die LPG Typ I Wiesengrund an die LPG Typ III Freiheit an; 1972 auch die LPG Typ Eichhorst. Im Jahr 1975 schloss sich die LPG Freiheit an die LPG Prignitzland in Kleinow an. Im Jahr 1995 gab es im Dorf die Agrar-Produkte Uenze GmbH.

## Bevölkerungsentwicklung
| Jahr      | 1734 | 1772 | 1791 | 1801 | 1817 | 1837 | 1858                | 1871       | 1895       | 1925 | 1939 | 1946 | 1964 | 1971 |
| Einwohner | 307  | 289  | 335  | 393  | 353  | 476  | Dorf 507 und Gut 42 | 479 und 57 | 409 und 47 | 440  | 450  | 740  | 508  | 466  |

## Kultur und Sehenswürdigkeiten

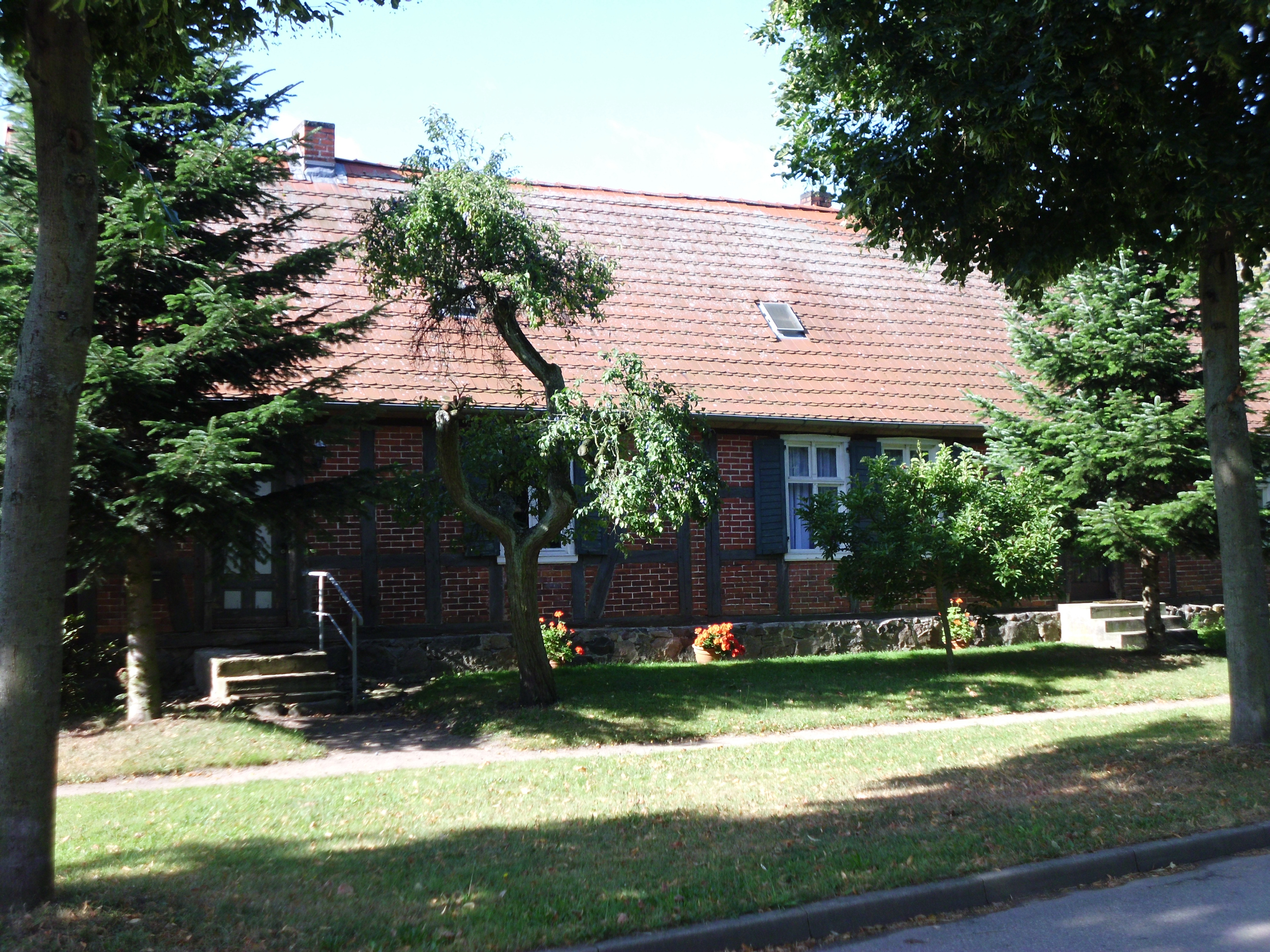
Wohnhaus in der Uenzer Dorfstraße 18

- Die Dorfkirche Uenze entstand im späten 13. Jahrhundert und wurde im Jahr 1492 um einen Kirchturm ergänzt. Im Innern steht unter anderem ein Altar aus dem Jahr 1753 sowie ein seltenes Sakramentshaus aus der Zeit um 1502 mit einer ursprünglichen Höhe von etwa 3,20 Metern.[9]
- Das Pfarrhaus sowie die Gebäude in der Uenzer Dorfstraße 18 und 19/20 stehen unter Denkmalschutz.